# Plecia gurneyi
Plecia gurneyi är en tvåvingeart som beskrevs av Hardy 1950. Plecia gurneyi ingår i släktet Plecia och familjen hårmyggor. Inga underarter finns listade i Catalogue of Life.